# ترن (فليكا كلادوشا)
ترن ( بالسيريلية : Трн) هي قرية في البوسنة والهرسك. وهي تقع في بلدية فليكا كلادوشا التابعة لكانتون يونا-سانا في اتحاد البوسنة والهرسك. طبقا لنتائج التعداد السكاني للبوسنة عام 2013، فإن عدد سكانها 398 نسمة.

## التركيبة السكانية

### التطور التاريخي للسكان
| 1971 | 1981 | 1991 | 2013 |
| ---- | ---- | ---- | ---- |
| 261  | 385  | 442  | 398  |

## وصلات خارجية
- (بالإنجليزية) Maplandia